# 普雷姆里
普雷姆里（法語：Prémery，法語發音：[pʁemʁi]），法国中部市镇，位于勃艮第-弗朗什-孔泰大区涅夫勒省，隶属于卢瓦尔河畔科讷库尔区，其市镇面积为45.62平方公里，2022年1月1日时人口数量为1,782人，在法国城市中排名第5,868位。
普雷姆里位于涅夫勒省中西部，阿尔藏布伊涅夫勒河畔，多个方向的公路在此交汇。

## 地名来源
根据当地官方网站的论述，“prem”在凯尔特语中意为“proche”，“ry”则意为“rivière”，该名称可能与当地的自然地理景观有关。

## 历史
普雷姆里的早期历史尚不清楚。根据当地官方网站的论述，公元802年查理曼将普雷姆里给予讷韦尔主教。12世纪末，普雷姆里镇中心建成了一座纪念圣马塞尔的教堂。中世纪末，普雷姆里境内兴建了一处城堡。法国大革命后，普雷姆里成为涅夫勒省的一个市镇。工业革命期间，途径普雷姆里的克拉姆西—讷韦尔铁路建成通车，后因公路交通的兴起而废弃。1886年，比利时商人在普雷姆里创建Lambiotte木材加工厂，后于2002年关闭。
在行政区划方面，普雷姆里在1800至2015年间为普雷姆里县的县治。

## 地理

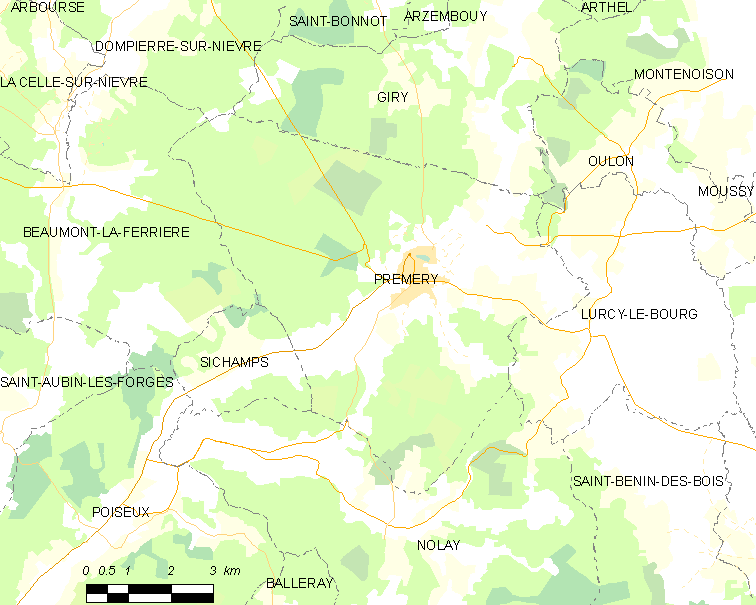
普雷姆里市镇范围地图

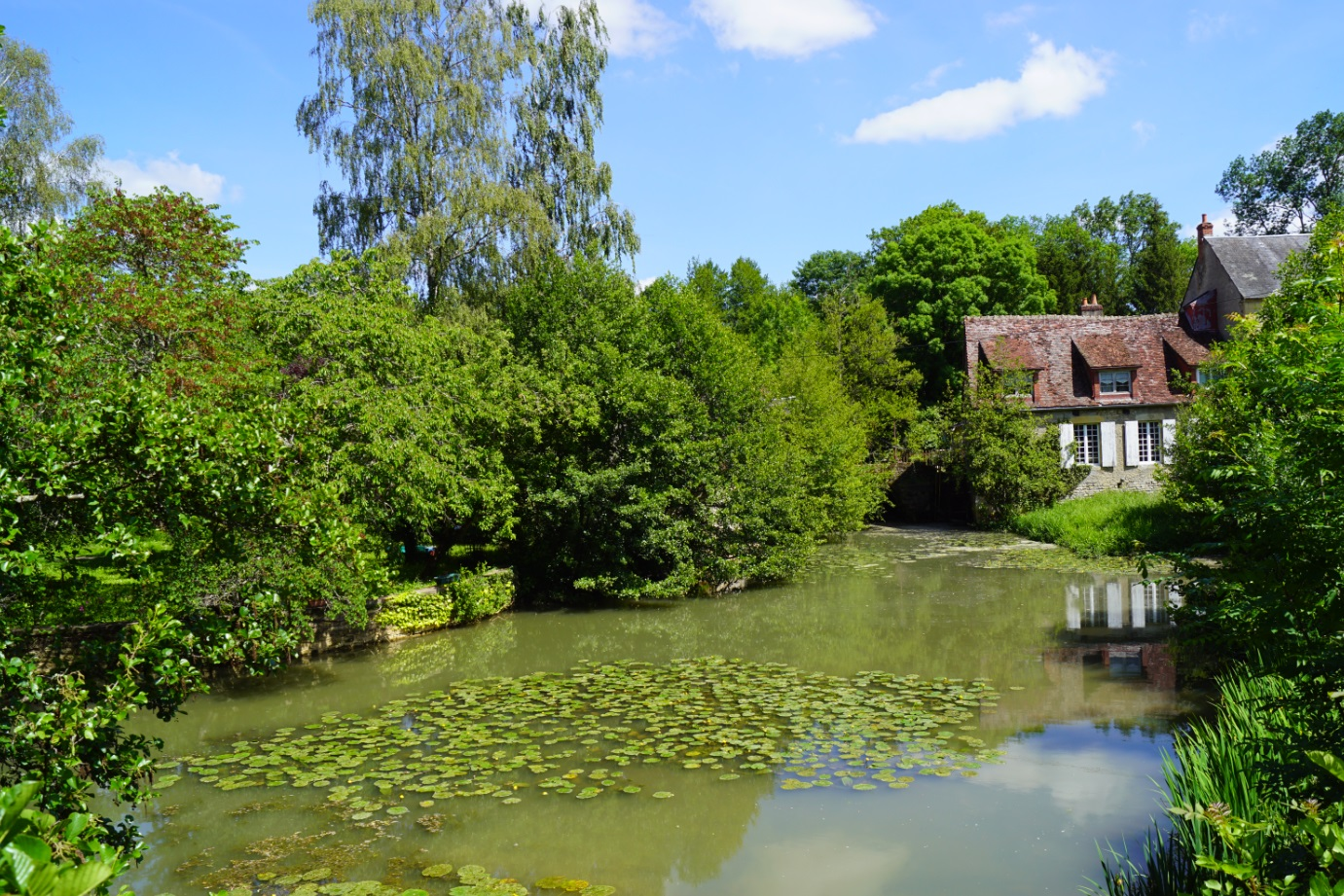
普雷姆里境内的阿尔藏布伊涅夫勒河

普雷姆里位于法国中部，勃艮第-弗朗什-孔泰大区西部和涅夫勒省中西部，距离省会讷韦尔大约29公里。与普雷姆里接壤的市镇包括：博蒙拉费里耶尔、涅夫勒河畔栋皮埃尔、日里、乌隆、吕尔西堡、诺莱和锡尚。

### 地形
普雷姆里位于尼韦尔奈地区东部，靠近巴祖瓦地区，境内以浅丘为主，市镇中心地势较为平坦，西北和东南为丘陵，全境海拔在218到332米之间。

### 水文
普雷姆里位于卢瓦尔河流域范围内，阿尔藏布伊涅夫勒河自东北向西南流经镇中心，其左岸支流小涅夫勒河（La Petite Nièvre）在此与其交汇。

### 植被
普雷姆里属于温带阔叶混交林区，市区西部为布伊森林（Forêt de Bouy），当地多博卡日景观。
在鲜花城市的评比中，普雷姆里被评为3星级鲜花城市。

### 气候
普雷姆里在柯本气候分类法中属于温带海洋性气候（Cfb）。

## 行政区划
普雷姆里的市镇编号为58218，邮政编号为58700。
在行政管理方面，普雷姆里隶属于法国勃艮第-弗朗什-孔泰大区涅夫勒省卢瓦尔河畔科讷库尔区；在地方选举方面，普雷姆里隶属于卢瓦尔河畔拉沙里泰县，其市镇范围全境被划入涅夫勒省第二选区；在社会管理方面，普雷姆里是莱贝尔特朗日市镇公共社区的组成部分。
截至2024年6月，普雷姆里市镇范围内暂无任何城市敏感街区及城市政策优先街区。
法国国家统计与经济研究所（简称）在进行数据统计时，未将普雷姆里划入任何城市核心区（Unité urbaine）及城市区（Aire urbaine）。自2020年起，普雷姆里被划入包含93个市镇的讷韦尔城市辐射区。此外，还将普雷姆里市镇整体看作一个“块区”（IRIS），以便于统计人口分布情况。

## 交通

### 公路
涅夫勒省省道D2线、D38线、D115线、D148线、D977线和D977bis线在普雷姆里境内交汇。勃艮第-弗朗什-孔泰大区城际客运（商业名称为“Mobigo”）502线经停普雷姆里，可通往讷韦尔、瓦尔济、克拉姆西等地。
2020年，58.4%的普雷姆里家庭拥有至少一辆私人汽车。2020年，普雷姆里境内共发生各类交通事故1起，造成1人遇难。
| 26 | 31 |

| 34 | 25 |

| 讷韦尔 | 30 |

| 盖里尼 | 16 |

| 拉沙里泰 | 28 |

| 瓦尔济 | 24 |

| 沙蒂永昂巴祖瓦 | 32 |

| 科尔比尼 | 32 |

### 铁路
普雷姆里位于克拉姆西—讷韦尔铁路上，该铁路已停止客运业务。
距离普雷姆里最近的运营中的客运铁路车站为25公里外的拉沙里泰站，该站停靠往返于巴黎贝西-勃艮第-奥弗涅地区站和讷韦尔一线的区域列车。

### 航空
普雷姆里距离巴黎-奥利机场的公路里程大约227公里。

### 城市公共交通
截至2024年6月，普雷姆里暂无城市公共交通系统。

## 政治

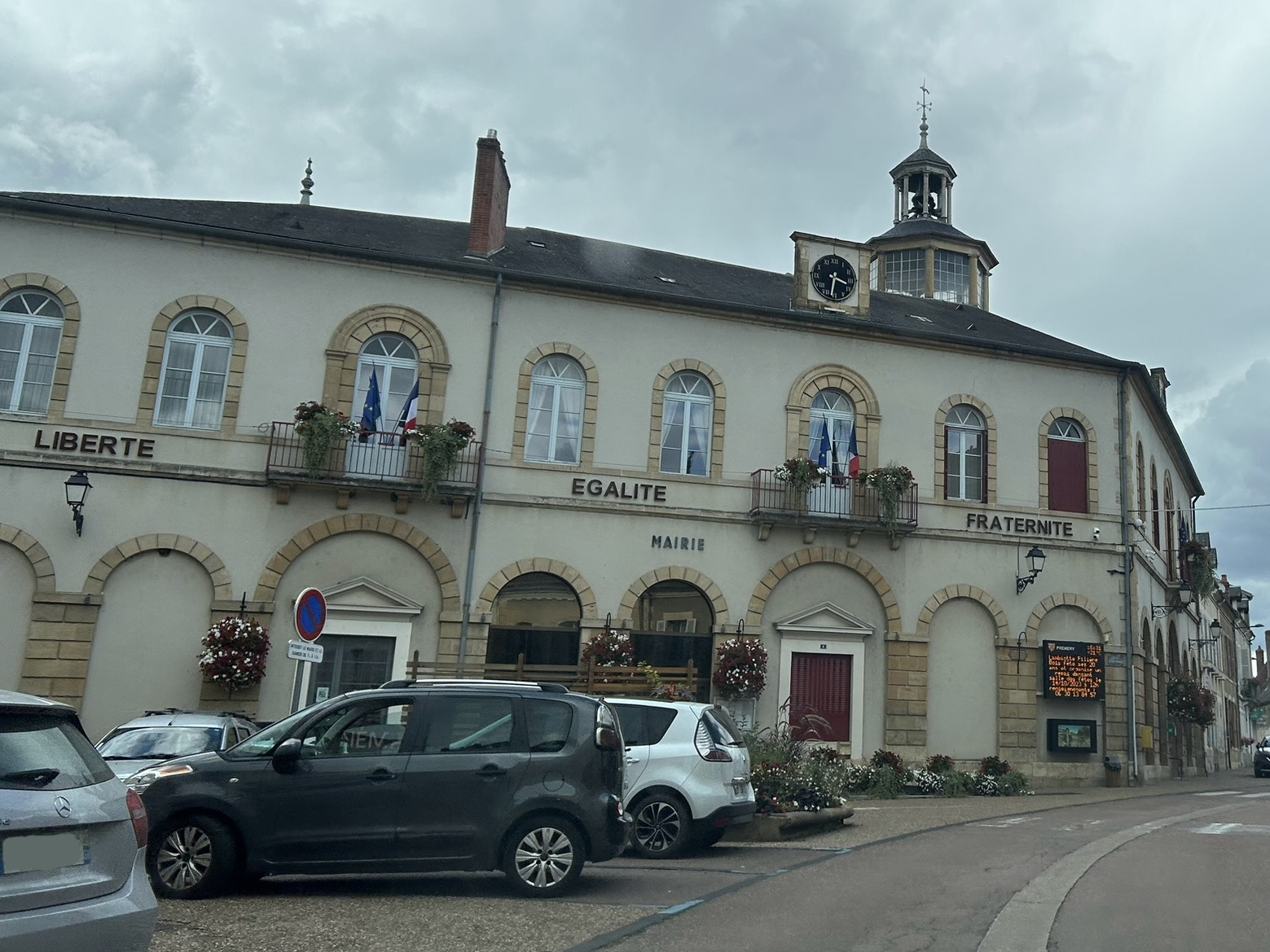
普雷姆里市政厅

普雷姆里的现任市长为亚历克西·普利松先生（Alexis PLISSON），他是一名无党派人士，在2020年的市政选举中获得了35.82%的支持率。
在2022年的法国总统大选的第二轮选举中，法国极右翼政党国民阵线主席玛丽娜·勒庞在普雷姆里获得了54.5%的支持率。

## 人口
2021年，普雷姆里市镇人口数量为1,830，在法国排名第5,868位。其中男性857人，女性966人，75岁及以上人口占17.3%，外籍人口数量为28人，人口密度为40人/平方公里，当地居民被称为（男性）或（女性）。2022年，普雷姆里境内出生9人，死亡人口44人。
| 普雷姆里1901年－2021年人口变化情况 |
|                                    |
| 数据来源：Cassini、INSEE           |

## 经济
截至2024年6月，普雷姆里市镇范围内共有各类用人单位（包含自雇）258家，平均历史为22年，其中99.17%为中小型企业（PME），2024年4月至6月间，当地的经济活力指数为0。（电力设施安装）和（汽车维修）是当地2022年已公布营业额最高的两家企业，分别为362,306欧元和249,297欧元。

## 财政与居民收入
2022年，普雷姆里的财政收入总额为2,198,770欧元，财政支出总额为1,867,650欧元，当年的债务总额为903,530欧元。2022年，普雷姆里市镇通过增值税获得31,810欧元的收入，此外当地还共获得了18,650欧元的国家直接财政补助。
| 普雷姆里居民收入情况                             | 普雷姆里居民收入情况 | 普雷姆里居民收入情况  | 普雷姆里居民收入情况 |
| 内容                                             | 普雷姆里             | 法国                  | 统计年份             |
| ------------------------------------------------ | -------------------- | --------------------- | -------------------- |
| 征税家庭总数                                     | 901                  | 1,081（法国市镇平均） | 2022年               |
| 居民平均月收入                                   | 1,699欧元            | 2,435欧元             | 2022年               |
| 高级职员人均月收入                               | 不详                 | 4,331欧元             | 2021年               |
| 中级职员人均月收入                               | 不详                 | 2,470欧元             | 2021年               |
| 普通职员人均月收入                               | 不详                 | 1,801欧元             | 2021年               |
| 贫困率                                           | 不详                 | 14.5%                 | 2020年               |
| 青壮年（15至64岁）失业率                         | 13.6%                | 7.4%                  | 2020年               |
| 征税家庭数量占比                                 | 34.6%                | 45.5%                 | 2020年               |
| 家庭年均纳税                                     | 2,096欧元            | 4,393欧元             | 2022年               |
| 资料来源：INSEE、L'Internaute、Le Journal du Net |                      |                       |                      |

## 社会事务

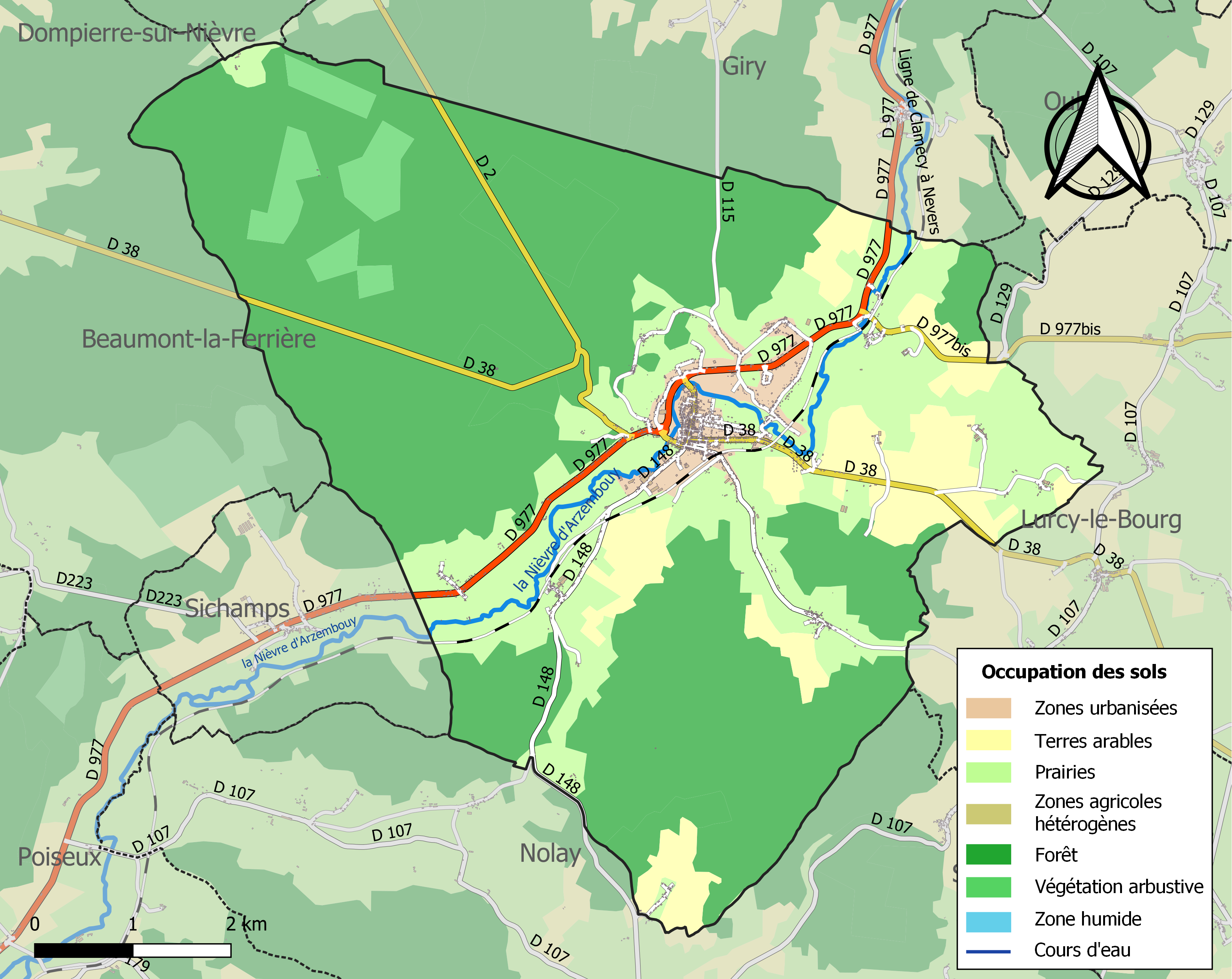
普雷姆里土地利用情况地图

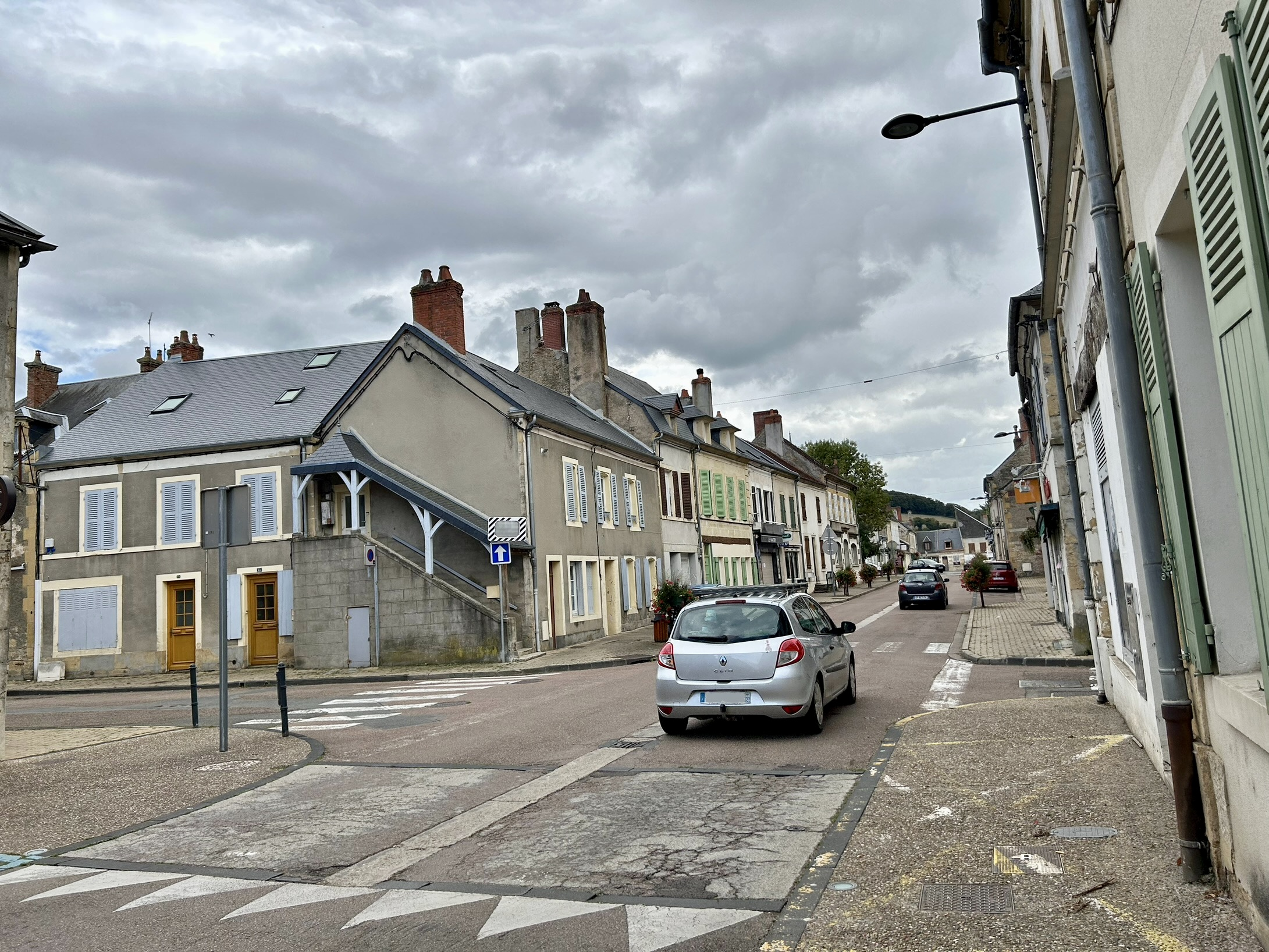
格朗德街北段

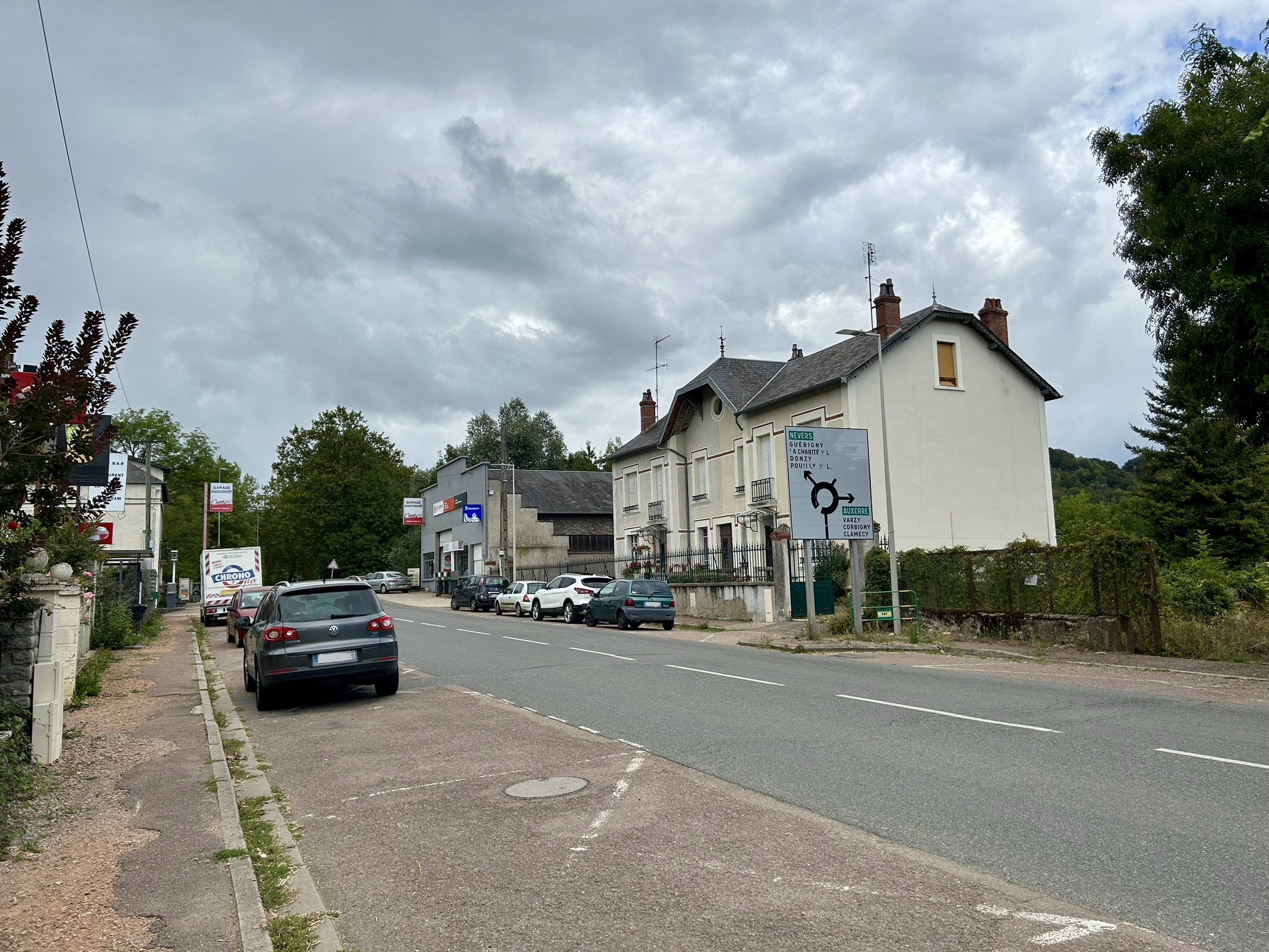
讷韦尔桥街

### 教育
普雷姆里属于第戎学区。截至2021年1月1日，普雷姆里境内共有1所幼儿园、1所小学和1所初级中学。2022至2023学年度，普雷姆里境内共有在校中等教育阶段学生126名。

### 医疗
截至2022年1月1日，普雷姆里境内共有全科医生1名、保健师3名、牙医2名和护士6名。境内共有药房1家、养老院1家。
距离普雷姆里最近的区域性医疗机构为讷韦尔中心医院（Centre Hospitalier de Nevers），其主病区皮埃尔·贝雷戈瓦医院（Hôpital Pierre Bérégovoy）位于讷韦尔市区西部，距离普雷姆里市区的正常车程大约40分钟，该院设有床位495个，是涅夫勒省规模最大的公立综合性医院。

### 住房
2020年，普雷姆里境内共有各类住房1,314套，其中80.4%为独立式住宅，19.2%为集中式住宅。常住房屋占普雷姆里市镇范围内居民建筑总量的70.7%。
在住房保障政策方面，2022年，普雷姆里境内共有167户家庭获得了住房经济补助，受益人数占总人口数量的9.1%，其中160份为房租补助。

### 商业
2021年，普雷姆里境内共有各类实体商铺48家，其中餐厅4家、大型超市1家、杂货店1家、面包房4家、肉铺2家、装饰品店1家、银行门店0家、美容美发店3家、汽车维修店2家。普雷姆里西部有一家家乐福超市。

### 体育
2021年，普雷姆里境内共有1间体育馆、1座综合体育场、3处网球场、1处足球或橄榄球场以及2处篮球或排球场。
截至2024年6月，普雷姆里骁勇足球俱乐部（Vaillante Prémery Football，编号506442）是普雷姆里境内唯一的一家注册足球俱乐部，成立于1924年，其主队2024至2025赛季参加涅夫勒省足球联赛丁组（法国第十二级别），其主场为罗贝尔·戈梅兹球场（Stade Robert Gomez）。

### 环境
普雷姆里的环境事务由其所属的莱贝尔特朗日市镇公共社区联合各级政府协调负责。2021年，普雷姆里境内共有2家污染企业。

### 治安
2021年，普雷姆里市镇范围内有1处宪兵队。
普雷姆里及其附近的共109个市镇是卢瓦尔河畔科讷库尔国家宪兵队（zone gendarmerie de Cosne-Cours-sur-Loire）的管辖范围。2020年，该宪兵队累计记录各类案件1,907起，其中盗窃类案件985起，经济类案件365起，毒品交易类案件64起。

## 文化

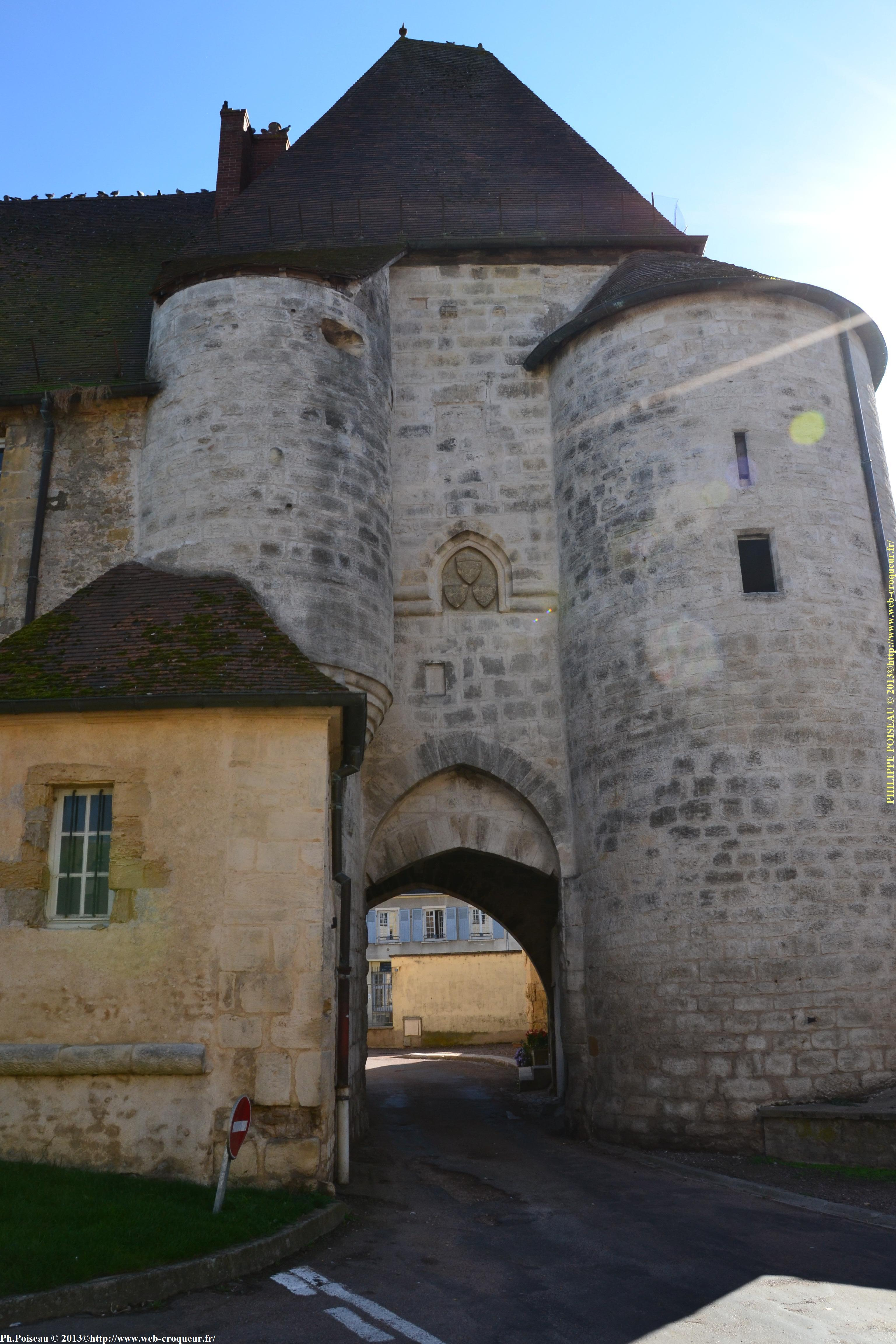
普雷姆里城堡城门

2021年，普雷姆里境内暂无任何文化设施。普雷姆里境内建有公共图书馆（Bibliothèque），每周一、三、五、六向公众开放。

### 建筑
普雷姆里境内有多处历史建筑，其中普雷姆里城堡、圣马塞尔教堂等为法国国家文物保护单位。

### 旅游
普雷姆里的旅游事务由其所属的莱贝尔特朗日市镇公共社区联合各级政府协调负责。2023年，普雷姆里境内有1个露营地，可容纳共60辆露营车。

### 媒体
法国主要的媒体均可在普雷姆里接收，法国电视三台下属的勃艮第-弗朗什-孔泰大区频道在部分时段播出普雷姆里所在涅夫勒省的地方新闻。一号广播、震动广播、《中部日报》等是当地主要的地方性媒体。

## 相关人物
法国文学家莫里斯·米尼翁出生于普雷姆里。

## 友好城市
截至2024年6月，普雷姆里共与一座城市建立了友好城市关系：
- 德国 卡斯特劳恩